# معبروت

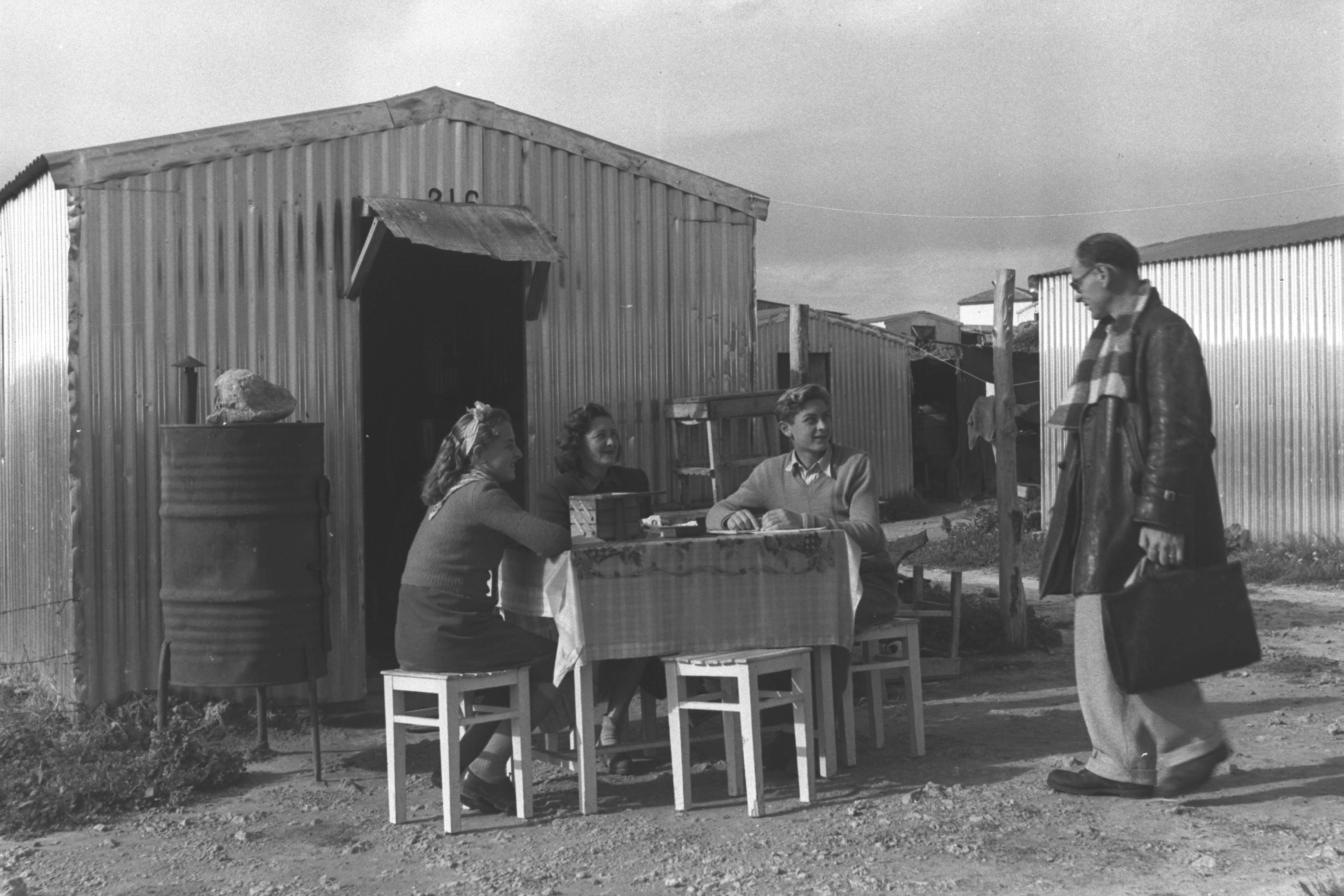
معبروت (مخيمات) الواقعة بالقرب من نهاريا (شمال إسرائيل)، 1952.

يشير مفهوم معبروت إلى مخيمات لاستيعاب اللاجئين في إسرائيل وتتواجد منذ خمسينيات القرن العشرين. ومن المفترض أن يعمل المعبروت على توفير محل إقامة للتدفقات الهائلة للاجئين اليهود وأوليم (المهاجرون اليهود) الجدد القادمين إلى دولة إسرائيل المستقلة حديثًا، لتصبح بديلًا عن مخيمات المهاجرين أو مدن الخيام غير الصالحة للسكنى على نحو جيد. وبدأ تواجد معبروت (المخيمات) في التراجع بحلول منتصف خمسينيات القرن العشرين وتم تحويله إلى مستوطنات حديثة على نحو كبير. وكان إغلاق آخر مخيم في عام 1963.

## نشأة المصطلح
تشتق الكلمة العبرية Ma'abara (معبرا) (مفرد) من الكلمة ma'avar (، انتقال). أما Ma'abarot (معبروت) (بصيغة الجمع) فيقصد بها المستوطنات المؤقتة المخصصة للقادمين الجدد. ولقد كان المهاجرون الذين يقطنون بهذه المستوطنات يضمون المهاجرين اليهود بشكل أساسي من منطقة الشرق الأوسط وشمال إفريقيا، فضلًا عن الناجين من محرقة الهولوكست من دول أوروبا.

## معلومات تاريخية

### مخيمات المهاجرين
أدى الوصول المفاجئ لما يزيد عن 130000 من اليهود العراقيين إلى إسرائيل أوائل خمسينيات القرن العشرين إلى أن أصبح حوالي ثلث ساكني مخيم المهاجرين من اليهود من أصل عراقي. وفي عام 1949، كان هناك 90000 يهودي يقطنون مخيمات المهاجرين؛ وبنهاية عام 1951 ارتفع عدد سكان هذه المخيمات إلى ما يزيد عن 220000 شخص، متفرقين في حوالي 125 مستوطنة مستقلة.

### تحويل معسكرات الخيام إلى مخيمات انتقالية
لقد تم توفير المزيد من المساكن الصالحة للسكنى لتحل محل الخيام المتواجدة بمخيمات المهاجرين، وتم إعادة تسمية المخيمات إلى "مخيمات انتقالية"، أو معبروت". وبهذا تم إيواء معظم المقيمين بالمعبروت (المخيمات) في مساكن مؤقتة من الصفيح. ويتمثل أكثر من 80% من المقيمين من اللاجئين اليهود من جميع أنحاء الدول العربية والإسلامية في الشرق الأوسط وشمال أفريقيا.

### حل المخيمات
بمرور الوقت، تحولت المعبروت (المخيمات) إلى بلدات إسرائيلية، أو تم استيعابها كأحياء سكنية للبلدات المتواجدة بها، وتم توفير مساكن دائمة للمقيمين. بدأ عدد من الأشخاص الذين يقطنون المعبروت (المخيمات) في التراجع منذ عام 1952، وبالتالي تم إغلاق المعبروت (المخيمات) الأخير خلال عام 1963. كذلك، تم تحويل المخيمات إلى مستوطنات حديثة - «أيارات بيتوش». وأصبحت المعبروت (المخيمات) تضم مدنًا من بينها كريات شمونة، وسديروت، وبيسان، ويوكنعام، وأور يهودا ومجدال هعيمق.

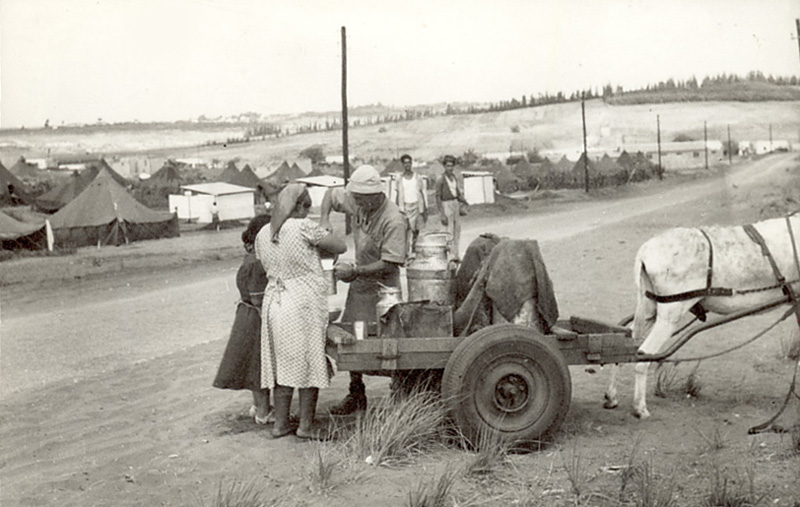
توزيع الألبان

## الظروف
لقد تم إيواء معظم المقيمين بالمعبروت (المخيمات) في مساكن مؤقتة من الصفيح. وتتميز الظروف وسط هذه المعبروت (المخيمات) بقسوة شديدة، في ظل تشارك الكثير من الأشخاص مرافق الصرف الصحي. في إحدى المستوطنات تمت الإفادة بتواجد 350 شخصًا يتشاركون حمامًا واحدًا وفي مستوطنة أخرى يتشارك 56 شخصًا مرحاضًا واحدًا.
وعلى عكس الوضع الكائن في مخيمات المهاجرين، التي وفرتها الوكالة اليهودية للمهاجرين، كان على المقيمين بالمخيمات الانتقالية توفيرها لأنفسهم.

## الأفلام السينمائية التي تدور حول مخيمات معبروت
أنتج الإسرائيلي الساخر، أفرايم كيشون فيلما ساخرًا تدور أحداثه حول المعبروت (المخيمات) يحمل اسم صلاح شاباتي. وترشح الفيلم للفوز بجائزة أوسكار وكان ينظر له باعتباره عملًا تاريخيًا إسرائيليًا.